# Panevėžio rytas
Panevėžio rytas ist eine litauische Regionalzeitung mit der Vollredaktion im Bezirk Panevėžys (290.000 Einwohner). Die Tageszeitung erscheint seit September 1992 in Panevėžys. Sie wird auch in Biržai, Pasvalys, Rokiškis, Kupiškis und Anykščiai gelesen. Die Tageszeitung hat von 12 bis 16 Seiten. Sie ist farbig.

## Geschichte
Die Vorgänger der Tageszeitung waren die Zeitungen „Aukštaitijos rytas“ und „Panevėžio savaitė“. Der Gründer und Herausgeber ist UAB „Lietuvos rytas“, seit 2008 ist sie unabhängig. Bis 1994 war sie die Zeitung der Stadt Panevėžys, bis 2010 Zeitung der Stadt und des Bezirks Panevėžys. 1993 hatte sie eine Auflage von 13.900 Exemplaren.

## Chefredakteur
- 1992–2000: Liuda Jonušienė
- Seit 2000: Bronislovas Matelis